# Tranvia Cuneo-Dronero
La tranvia Cuneo-Dronero era una linea tranviaria interurbana che collegava le città di Cuneo e Dronero dal 1879 al 1948.

## Storia

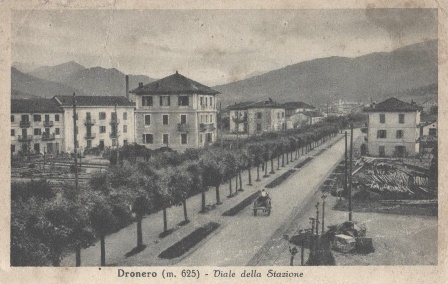
Dronero, viale della Stazione

I primi passi verso la costruzione di una rete di tranvie nel Saluzzese furono compiuti nel luglio 1877, quando un'assemblea di Comuni interessati, deputati e consiglieri provinciali deliberò di promuovere la costruzione di una ferrovia tra Airasca, Saluzzo, Cuneo e Mondovì con diramazione Busca-Dronero. Poco dopo il banchiere francese Alfonso Raoul Berrier-Delaleu, in società con due imprenditori piemontesi (Clemente Giachetti di Vinovo e Giuseppe Bonardi di Bra) presentò domanda per la concessione delle linee tranviarie Cuneo-Dronero, Cuneo-Busca-Saluzzo, Cuneo-Mondovì e Saluzzo-Moretta-Pancalieri (quest'ultima prolungabile sino a Torino): il 29 ottobre 1877 il consiglio provinciale di Cuneo accettò la domanda, accordando il successivo 4 novembre la costruzione e l'esercizio delle tranvie Cuneo-Dronero e Cuneo-Busca-Saluzzo. La Cuneo-Dronero, costruita in soli settanta giorni, fu inaugurata ufficialmente il 23 novembre 1879, seguita l'anno successivo dalla Saluzzo-Cuneo. Il 7 ottobre 1879 si era costituita a Cuneo per impulso di Berrier-Delaleu la Società Anonima Tramway da Cuneo a Dronero, con sede a Cuneo, autorizzata con Regio Decreto l'anno successivo.
Nel 1882 il banchiere belga Rodolfo Coumond, concessionario della tranvia Torino-Saluzzo, rilevò da Berrier-Delaleu, in difficoltà economiche per la costruzione delle tranvie Asti-Cortanze e Asti-Canale, le concessioni delle linee Cuneo-Saluzzo, Cuneo-Dronero, Pinerolo-Cavour e Saluzzo-Revello. Con l'assorbimento delle linee di Berrier-Delaleu si costituì la Compagnia Generale dei Tramways Piemontesi (CGTP), con sede a Bruxelles, che sino alla prima guerra mondiale espanse la propria rete fino a raggiungere una lunghezza totale di 189,965 km; tra il 1903 e il 1907 la società dichiarava un utile pari al 32% del prodotto l'esercizio, il maggiore tra tutte le tranvie piemontesi. 

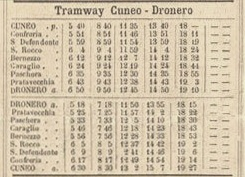
Orario del 1901

Passata la prima guerra mondiale la CGTP, per ridurre i costi d'esercizio (manodopera, combustibili, manutenzione) e incrementare le velocità nella seconda metà degli anni venti sperimentò un'automotrice a benzolo, per poi orientarsi sull'impiego di elettromotrici ad accumulatori su spinta del direttore generale dottor Pietro Lo Balbo. La trazione ad accumulatori, impiegata in quegli anni anche su varie tranvie e ferrovie italiane (San Bonifacio-Lonigo-Cologna Veneta, Verona-Caprino-Garda, Udine-San Daniele, le tranvie interurbane parmensi e mantovane) è favorita anche dal Governo: l'articolo 35 del Regio decreto legge nº 2150 del 2 agosto 1929 accorda sovvenzioni chilometriche fino a 10.000 lire per 35 anni.
Dopo sperimentazioni iniziate nel dicembre 1925 e coronate da successo la CGTP acquistò motrici più capienti a carrelli per le linee principali, tra cui anche la Cuneo-Dronero, entrate in servizio domenica 2 novembre 1930.
Con le elettromotrici il servizio migliorò, ma non fu sufficiente a contrastare l'avanzata delle autolinee: il 1º maggio 1935 parte della rete, con scarso traffico o con profili accidentati, fu trasformata in autolinee affidate alla Società Anonima Autolinee Piemontesi, consociata della CGTP. L'anno successivo il capitale della CGTP passò in mani italiane; la società cambiò denominazione in Società Anonima Tramvie Interprovinciali Piemontesi (SATIP) con sede a Torino e direzione d'esercizio a Saluzzo. Nel 1937 cessò l'impiego delle elettromotrici ad accumulatori sulla Cuneo-Dronero, in quanto si era rilevato che il consumo per treno/km era il 25% più alto rispetto a quello registrato sulla Torino-Saluzzo.
Durante la seconda guerra mondiale furono gravemente danneggiati una motrice a carrelli, sei rimorchiate a due assi, tredici carri a sponde alte e venti carri chiusi e fu danneggiato il ponte sulla Stura, ricostruito nel 1945. Il conflitto impegnò notevolmente la SATIP, specie per quanto riguarda il trasporto degli sfollati.
Nonostante svariati progetti di ricostruzione della rete SATIP proposti da vari soggetti pubblici e privati, alcuni dei quali prevedevano varianti di percorso in sede propria, elettrificazione (o dieselizzazione) e trasformazione a scartamento normale, il 30 novembre 1948 la Cuneo-Dronero, insieme alle tratte Pilone Virle-Carmagnola, Saluzzo-Cuneo e Costigliole-Venasca fu chiusa e sostituita da autobus; della rete SATIP, dopo proteste da parte dell'utenza rimase attiva solo la Torino-Saluzzo, che chiuse il 10 aprile 1950 sostituita da autobus della Nuova SATIP, nuova denominazione della SATIP.

## Caratteristiche
| Unused urban continuation backward |

| Unknown route-map component "uexBHF" |

| Unknown route-map component "uexhKRZWae" |

|  | Unknown route-map component "uexCONTgq" | Unknown route-map component "uexABZgr" |  |  |

| Unknown route-map component "uexBHF" |

| Unknown route-map component "uexBHF" |

| Unknown route-map component "uexBHF" |

| Unknown route-map component "uexHST" |

| Unknown route-map component "uexBHF" |

| Unknown route-map component "uexWBRÜCKE1" |

| Unknown route-map component "uexBHF" |

| Unknown route-map component "uexBHF" |

| Unknown route-map component "uexHST" |

| Unknown route-map component "uexKBHFe" |

| Unknown route-map component "exKBHFa" |

| Unknown route-map component "exCONTf" |

La linea tranviaria era a scartamento ridotto di 1100 mm, e si sviluppava per 18,460 km; il raggio minimo di curva era di 50 metri, la pendenza massima del 28 per mille. La velocità massima ammessa era di 24 km/h.

### Percorso
La linea partiva dalla stazione tranviaria di Cuneo, situata poco dopo il ponte che attraversava la Stura, nei pressi della stazione di Cuneo Gesso, in località Basse di San Sebastiano.
Uscita da Cuneo la linea attraversava il ponte sulla Stura, si distaccava dalla tranvia per Saluzzo e imboccava la strada nazionale della Valle Maira. Superato il torrente Grana entrava a Caraglio (dove effettuava fermata in piazza del Municipio) e terminava la corsa a Dronero nel rione Oltremaira, presso una modesta stazione appositamente costruita dopo avere percorso il viale che conduceva alla stazione ferroviaria.

## Materiale rotabile

### Motrici
Sulla tranvia prestarono inizialmente servizio cinque locotender a vapore a due assi costruite dalla SLM di Winterthur; locomotive analoghe furono successivamente immesse in servizio sulla Saluzzo-Cuneo. Con il subentro nella gestione della linea della CGTP le locotender entrarono a far parte del parco rotabili di quest'ultima società, finendo radiate entro il 1920. Del parco rotabili faceva parte anche una locomotiva di costruzione Hagans a due assi.
Ad esse seguirono altre locomotive tranviarie, costruite da Krauss e Henschel, consegnate sino al 1909: il parco CGTP ne contava complessivamente 40; ad esse si aggiunsero due Breda e due Borsig provenienti dalla tranvia Pinerolo-Perosa Argentina.
Nel 1925 la CGTP ordinò un'automotrice DWK Tipo IV alla Romeo per la propria rete sociale, sulla quale prestò servizio per circa un decennio con scarsi risultati.
Poco dopo si sperimentò la trazione ad accumulatori, già provata su altre linee tranviarie italiane: le Officine di Savigliano costruirono due automotrici sui telai di carrozze a due assi Grondona, spinti da due motori da 13 CV l'uno: tali elettromotrici diedero buoni risultati, riducendo i tempi di percorrenza del 30%. Fu successivamente allestita un'ulteriore serie di quattro automotrici, due costruite dalle officine di Savigliano e due dalle officine CGTP sulla base di carrozze, mosse da due motori per complessivi 40 CV.
La sperimentazione ebbe successo, tanto che la CGTP ordinò nel 1929 tre automotrici a carrelli, costruite dalla Carminati&Toselli con parte elettrica TIBB, in servizio dal 1930; nel 1933 ne furono consegnate altre tre.

### Carrozze e carri merce
Le prime carrozze furono fornite dalla Locati di Torino (non più di 12 unità, a due assi e terrazzini); successivamente la Grondona fornì una sessantina di carrozze, sempre a due assi e terrazzini ma più comode.
Le carrozze Locati furono radiate tra il 1910 e il 1920; in quegli anni le Officine Meccaniche di Pinerolo fornirono 28 carrozze a vestiboli chiusi (quattro miste di I e II classe, le altre di II classe), più lunghe delle precedenti e impiegate principalmente sulle linee Torino-Carmagnola, Torino-Saluzzo-Cuneo e Cuneo-Dronero, inoltre parte delle vetture Grondona furono trasformate a terrazzini chiusi. Nei primi anni trenta arrivarono due carrozze a due assi e terrazzini provenienti dalla tranvia Messina-Barcellona Pozzo di Gotto, i cui soci erano gli stessi della CGTP, ma non prestarono mai servizio.
Nel 1930 risultavano in servizio circa 400 carri merce, di cui 60 chiusi e 45 a sponde basse.

### Materiale motore - prospetto di sintesi
| Unità   | Anno di costruzione | Costruttore | Tipo                                   | Note                                                                      |
| ------- | ------------------- | ----------- | -------------------------------------- | ------------------------------------------------------------------------- |
| 1÷5     | 1879-1880           | SLM         | Locotender a 2 assi                    | ex Berrier-Delaleu per la Cuneo-Dronero                                   |
| 1÷3     | 1879-1880           | SLM         | Locotender a 2 assi                    | ex Berrier-Delaleu per la Saluzzo-Cuneo                                   |
| 4       | 1881                | Hagans      |                                        | ex Berrier-Delaleu                                                        |
| 5÷7     | 1881                | Krauss      | A 2 assi                               | costruite per la Pinerolo-Cavour                                          |
| 10÷17   | 1881                | Henschel    | A 2 assi                               |                                                                           |
| 18      | 1909                | Henschel    | A 2 assi                               |                                                                           |
| 19÷27   | 1882                | Henschel    | A 2 assi                               |                                                                           |
| 28÷35   | 1888                | Henschel    | A 2 assi                               |                                                                           |
| 36÷38   | 1907                | Henschel    | A 2 assi                               |                                                                           |
| 1÷2     |                     | Breda       |                                        |                                                                           |
| 1÷2     |                     | Borsig      |                                        | ex Pinerolo-Perosa Argentina                                              |
| 51, 57  | 1925                | SNOS        | Automotrici ad accumulatori a due assi | costruite per la Torino-Carmagnola                                        |
| 3÷4     | 1927                | SNOS        | Automotrici ad accumulatori a due assi | costruite per Saluzzo-Revello-Paesana, Revello-Barge, Costigliole-Venasca |
| 5÷6     | 1927                | SNOS        | Automotrici ad accumulatori a due assi | costruite per Saluzzo-Revello-Paesana, Revello-Barge, Costigliole-Venasca |
| 101÷106 | 1929-1932           | C&T-TIBB    | Automotrici ad accumulatori a carrelli | costruite per Torino-Saluzzo-Cuneo, Cuneo-Dronero, Cuneo-Boves            |